# Evidenzbasiertes Management
Evidenzbasiertes Management (engl. evidence-based management) ist eine aus Amerika kommende Denkrichtung, die in Anlehnung an die evidenzbasierte Medizin fordert, dass Entscheidungen des Managements an wissenschaftlichen Methoden und empirischer Evidenz ausgerichtet werden, um die Ergebnisse zu optimieren. Die geforderte Berücksichtigung wissenschaftlicher Erkenntnisse betrifft sowohl die Evaluation des bisherigen Verhaltens als auch die künftigen Entscheidungen des Managements.

## Wirksamkeitsprüfung
Die Datenerhebung ist in der Praxis oftmals insbesondere aufgrund fehlender Datenmengen schwierig. Ein in der Praxis gangbarer Weg liegt darin, durch qualitative Beobachtungen wissenschaftliche Ergebnisse zu dokumentieren und durch Peer-Reviews und verfügbare Daten zu stützen.
Oder man baut einen Datenspeicher in einem Unternehmen auf, in dem Fallbeispiele in standardisierter Form (Ausgangssituation, Ziel, Rahmenbedingungen, Begründung für das Vorgehen, Resultate, lessons learned) erhoben werden.
In jedem Fall gilt es, die Transparenz hinsichtlich der Begründungen und Annahmen für Entscheidungen zu erhöhen, um darauf aufbauend valide Erkenntnisse im Unternehmen gewinnen. Diese faktengestützte Evaluation von Veränderungsprozessen kann zu einem strukturierten Lernprozess für die gesamte Organisation genutzt werden.